# 17101 Sakenova
17101 Sakenova este o planetă minoră (asteroid), cu un diametru de 3,225 km, din centura de asteroizi. A fost descoperită pe 10 mai 1999 la Experimental Test Site⁠(d) de Lincoln Near-Earth Asteroid Research. 
Obiectul prezintă o orbită caracterizată de o semiaxă mare de 2,267118 UAi, o excentricitate de 0,11, o înclinație de 5,21562 ° în raport cu ecliptica.